# دالي ستيفنسون
دالي ستيفنسون هو لاعب كرة القدم الكندية كندي، ولد في 8 ديسمبر 1987 في Raymond, Alberta ‏ في كندا.